# Центральное бюро расследований
Центральное бюро расследований (хинди केंद्रीय अन्वेषण  ब्यूरो, англ. Central Bureau of Investigation (CBI) — индийское ведомство, аналог американского ФБР. В обязанности ведомства входит расследование нарушений индийского законодательства и обеспечение безопасности государства. Основано 1 апреля 1963 года.
В отличие от американского ФБР, полномочия и функции «Центрального бюро расследований» сильно ограничены, под его юрисдикцию подпадают только некоторые виды преступлений, определяемые индийскими законами, в частности «Delhi Special Police Establishment Act, 1946». «Центральное бюро расследований» является официальным представителем Интерпола в Индии. С 2010 ведомство возглавляет Амар-Протап Синкх.